# Pablo Larios
Pablo Larios Iwasaki (født 31. juli 1960 i Zacatepec, Mexico, død 31. januar 2019) var en mexicansk fodboldspiller (målmand).
Larios spillede gennem sin karriere for fire forskellige mexicanske klubber, Zacatepec, Cruz Azul, Puebla FC og Toros Neza. I 1990 vandt ham med Puebla både det mexicanske mesterskab og pokalturneringen Copa MX.
Larios spillede desuden mellem 1983 og 1991 48 kampe for det mexicanske landshold. Han deltog ved VM i 1986 på hjemmebane, hvor han spillede alle mexicanernes fem kampe Han var også med til at vinde bronze ved det nordamerikanske mesterskab CONCACAF Gold Cup i 1991.

## Titler
Liga MX
- 1990 med Puebla FC

Copa MX
- 1990 med Puebla FC